# ГЕС Hjälta
ГЕС Hjälta – гідроелектростанція у центральній частині Швеції. Знаходячись після ГЕС Forsse, входить до складу каскаду на річці Факсельвен, правій притоці Онгерманельвен, яка впадає в Ботнічну затоку Балтійського моря за півтори сотні кілометрів на південний захід від Умео. 
Для роботи станції річку перекрили греблею висотою 18 метрів. Споруджений біля неї у правобережному масиві машинний зал обладнали трьома турбінами типу Френсіс загальною потужністю 178 МВт, які при напорі у 82 метри забезпечують виробництво 1 млрд кВт-год електроенергії на рік.
Відпрацьована вода через відвідний тунель довжиною 6,2 км з перетином 135 м2 відводиться у Онгерманельвен дещо нижче за устя Факсельвен, потрапляючи у водосховище ГЕС Соллефтео.
Враховуючи знаходження станції у потужному лісопромисловому районі, біля неї спорудили спеціальний жолоб для здійснення лісосплаву довжиною 7,4 км. Він дозволяв транспортувати деревину до Онгерманельвен незважаючи на те, що внаслідок спорудження ГЕС природна течія на останній ділянці Факсельвен майже припинилась.